# Omul întunericului III
Omul întunericului III (engleză: Darkman III: Die Darkman Die, cu sensul de Mori Darkman, mori) este un film SF cu supereroi, de acțiune. A fost lansat direct-pe-video în 1996. Filmul este precedat de Darkman (Omul întunericului, 1990, regizor Sam Raimi) și de Darkman II: The Return of Durant (Omul întunericului II, 1995). La fel ca și partea a II-a, acest film a fost regizat de  Bradford May. Creatorul seriei, Sam Raimi, este producător executiv.

## Scenariu
Peyton Westlake (Arnold Vosloo) este forțat să se confrunte cu corupt om de afaceri Peter Rooker (Jeff Fahey), care lucrează cu o tânără doctoriță care i-a salvat viața lui Westlake după ce acesta a fost ars până aproape de moarte (așa cum este descris în filmul original), cu scopul de a crea o formulă care să dea și altora puterea super-umană pe care acesta o posedă. Westlake începe să-i pese de soția lui Rooker (Roxann Dawson) și de fiica acestuia care își pierde fața într-un incendiu. Westlake donează fetiței singurul flacon cu piele sintetică stabilă, rămânând ca el să încerce să producă alta.

## Legături externe
- Omul întunericului III la Internet Movie Database
- Omul întunericului III la CineMagia